# Union internationale de banques
L'Union internationale de banques (arabe : الإتحاد الدولي للبنوك) ou UIB est une banque commerciale tunisienne à capitaux privés.

## Histoire
L'établissement bancaire est fondé en 1963 par la fusion des agences du Crédit lyonnais et de la Société franco-tunisienne de banque et de crédit. En novembre 2002, le groupe français Société générale acquiert 52 % du capital de la banque.

## Direction
Le 17 juillet 2017, Mondher Ghazali est nommé directeur général de l'Union internationale de banques en remplacement de Kamel Néji. Devenu président du conseil d'administration, e dernier annonce la nomination de Raoul Labbé de la Genardière comme directeur général à compter du 1er septembre 2020.

## Réseau
L'UIB compte plus de 130 agences réparties sur le territoire dont une trentaine dans la région du Grand Tunis.

## Filiales
Ses filiales sont les suivantes :
- International SICAR : société d'investissement à capital risque ;
- UIB Finance : société d'intermédiation en bourse ;
- Internationale de recouvrement de créances : société de recouvrement de créances pour le compte de tiers.